# Darja Safonowa
Darja Aleksandrowna Safonowa (ros. Дарья Александровна Сафонова; ur. 20 marca 1981) – rosyjska lekkoatletka, specjalizująca się w biegu na 400 m. 

## Największe osiągnięcia
| Rok  | Rodzaj zawodów            | Miasto | Konkurencja        | Miejsce | Wynik   |
| ---- | ------------------------- | ------ | ------------------ | ------- | ------- |
| 2009 | Halowe mistrzostwa Europy | Turyn  | 400 m              | 3.      | 51,85 s |
| 2009 | Halowe mistrzostwa Europy | Turyn  | Sztafeta 4 x 400 m | 1.      | 3:29,12 |

## Rekordy życiowe
- Bieg na 400 m – 51,32 (2008)
- Bieg na 400 m (hala) – 51,85 (2009)
- bieg na 500 m (hala) – 1:10,06 (2011)

Safonowa była zdyskwalifikowana na 2 lata (marzec 2005 - marzec 2007) za stosowanie niedozwolonych środków dopingowych.